# Rimma Iwanowa
Rimma Michajłowna Iwanowa (ros. Ри́мма Миха́йловна Ивано́ва; ur. 27 czerwca 1894 w Stawropolu, zm. 9 września 1915 we wsi Dobrosławka) – rosyjska pielęgniarka, uczestniczka I wojny światowej. Była jedyną z pierwszych kobiet w Imperium Rosyjskim odznaczoną Orderem Świętego Jerzego IV klasy.

## Życiorys
Rimma Ivanova była córką asesora kolegialnego Michaiła Iwanowicza Iwanowa i Jeleny Iwanowej Nikanorowny (Daniszewska). W 1902 rozpoczęła naukę w szkole dla dziewcząt Olgińskiej w Stawropolu, którą ukończyła w 1913. Zamierzała kontynuować naukę na wyższych kursach ekonomicznych w Petersburgu, jednak rodzice przekonali ją, aby odroczyła podróż o rok. Jesienią tego samego roku zaczęła pracować jako nauczycielka w szkole we wsi Piotrowskoje (obecnie miasto Swietłograd). Po wybuchu I wojny światowej wróciła do Stawropola, gdzie wstąpiła na kursy pielęgniarek organizowane przez Komitet Prowincjalny Wszechrosyjskiego Związku Radzieckiego we współpracy z lokalnym oddziałem Czerwonego Krzyża. 7 września 1914 została oddelegowana do pracy w szpitalu.

## Na froncie
17 stycznia 1915 skróciła włosy i zgłosiła się jako ochotnik na front. Została zapisana do 83 Samurskiego pułku piechoty pod imieniem Iwan Michajłowicz Iwanow. Oszustwo szybko wyszło na jaw i dziewczyna zaczęła służyć pod prawdziwym imieniem.
Rimma zorganizowała służbę ratowania rannych z pola bitwy, sama pojawiała się w najniebezpieczniejszych miejscach. Pierwsze odznaczenie, medal św. Jerzego IV stopnia otrzymała podczas walk w Karpatach, za wyniesienie z pola bitwy rannego chorążego Gawriłowa, drugi medal otrzymała za uratowanie chorążego Sokołowa i przywrócenie uszkodzonej linii komunikacyjnej. Pułk uwielbiał swoją pielęgniarkę i uważali ją za talizman pułku. W sierpniu 1915 roku, zapisała się do 105 Orenburskiego Pułku Piechoty, gdzie służył jej brat, pułkowy lekarz Władimir Iwanow.
9 września 1915 w pobliżu wsi Mokra Dubrawa (obecnie rejon piński, obwód brzeski Białorusi) podczas bitwy Rimma Iwanowa znalazła się pod ostrzałem pomagając rannym. Kiedy obaj oficerowie zginęli w czasie bitwy, przejęła dowództwo i poprowadziła żołnierzy w stronę okopów wroga. Pozycja została zajęta, ale ona sama została śmiertelnie zraniona kulą w udo. 10 września 1915 odbył się pogrzeb we wsi Dobrosławka. Brat Rimmy, Władimir Iwanow przeniósł ciało siostry do jego rodzinnego Stawropola, gdzie została pochowana z honorami na cmentarzu w pobliżu cerkwi św. Andrzeja.

## Odznaczenia
Rimma Iwanowa została odznaczona czterokrotnie Wojskowym Orderem Świętego Męczennika i Zwycięzcy Jerzego.
- Order Świętego Jerzego IV klasy
- Krzyż Świętego Jerzego IV klasy
- Medal Świętego Jerzego III klasy
- Medal Świętego Jerzego IV klasy

Order Świętego Jerzego IV klasy został przyznany Rimmie pośmiertnie przez cara Mikołaja II Romanowa. Wcześniej to odznaczenie zostało nadane jedynie dwom kobietom: królowej Marii Zofii Bawarskiej i Katarzynie II Wielkiej.

## Pamięć o bohaterce
W listopadzie 1915 na zlecenie Departamentu Wojny nakręcono film Bohaterski wyczyn pielęgniarki Rimmy Michajłowny Iwanowny. Propaganda filmowa stawiała dopiero pierwsze kroki, dlatego film nie spotkał się z dobrym przyjęciem. Pielęgniarka na ekranie machając mieczem, biegła przez pole bitwy na wysokich obcasach jednocześnie starając się nie zburzyć modnej fryzury. Na wniosek oburzonych oficerów i żołnierzy, z pułku w którym służyła Iwanowa, oraz rodziców Rimmy, wiceminister spraw wewnętrznych w lutym 1916 nakazał wycofanie filmu w całej Rosji.
12 listopada 2015 nadano Rimmie tytuł honorowego obywatela miasta Stawropol.